# Liste der Kreisstraßen im Landkreis Cochem-Zell
Die Liste der Kreisstraßen im Landkreis Cochem-Zell ist eine Auflistung der Kreisstraßen im rheinland-pfälzischen Landkreis Cochem-Zell.

## Abkürzungen
- K: Kreisstraße
- L: Landesstraße

## Liste
Die Kreisstraßen behalten die ihnen zugewiesene Nummer in der Regel nicht bei einem Wechsel in einen anderen Landkreis oder in eine kreisfreie Stadt. Nicht vorhandene bzw. nicht nachgewiesene Kreisstraßen werden in Kursivdruck gekennzeichnet, ebenso Straßen und Straßenabschnitte, die unabhängig vom Grund (Herabstufung zu einer Gemeindestraße oder Höherstufung) keine Kreisstraßen mehr sind.
Der Straßenverlauf wird in der Regel von Nord nach Süd und von West nach Ost angegeben.
| Nr.  | Verlauf |
| ---- | --- |
| K 1  | (K 94 im Landkreis Vulkaneifel) – Kreisgrenze – Ulmen – L 101 – Meiserich – Kreisgrenze – (K 22 im Landkreis Vulkaneifel)     |
| K 2  | – Vorpochten |
| K 3  | (K 21 im Landkreis Vulkaneifel) – Kreisgrenze – K 4 – Wollmerath – L 102                                                      |
| K 4  | K 3 – Kreisgrenze – (K 14 im Landkreis Vulkaneifel)                                                                           |
| K 5  | L 102 – Wagenhausen – L 102                                                                                                   |
| K 6  | – L 52 in Alflen |
| K 7  | Schmitt – K 8 – L 52 |
| K 8  | K 7 – Gillenbeuren – L 52 |
| K 9  | L 103 in Bad Bertrich – Kreisgrenze – (K 35 im Landkreis Bernkastel-Wittlich)                                                 |
| K 10 | L 106 in Beuren – L 103 |
| K 11 | (K 5 im Landkreis Mayen-Koblenz) – Kreisgrenze – Kalenborn – Eppenberg – K 12 – L 99                                          |
| K 12 | K 11 in Eppenberg – Masburg – K 13 – L 52 in Kaisersesch                                                                      |
| K 13 | K 12 in Masburg – L 99 – L 98 – L 52 in Düngenheim                                                                            |
| K 14 | L 52/L 95 – Laubach – Leienkaul – L 52                                                                                        |
| K 15 | Maria Martental – L 100 |
| K 16 | L 16 – Weiler – L 16 |
| K 17 | L 98 in Landkern – Greimersburg – L 98                                                                                        |
| K 18 | Dohr – Brauheck – K 22 – L 98 in Cochem                                                                                       |
| K 20 | K 22 – in Sehl |
| K 21 | L 52 – Eulgem – L 109 – K 23 in Hambuch                                                                                       |
| K 22 | K 18 in Brauheck – K 20 – in Senhals                                                                                          |
| K 23 | L 108 – Hambuch – K 21 – L 108 – Zettingen – K 25 – Brachtendorf – K 26 – L 109 in Kaifenheim                                 |
| K 24 | L 98 – Illerich – L 107 – K 25 in Wirfus                                                                                      |
| K 25 | L 109 – Zettingen – K 23 – L 108 – Wirfus – K 24 – Kavelocherhof – L 107 – in Klotten                                         |
| K 26 | K 23 in Brachtendorf – L 109 – Roes – Brückenmühle                                                                            |
| K 27 | L 109 in Roes – Kreisgrenze – (K 35 im Landkreis Mayen-Koblenz)                                                               |
| K 28 | L 108 in Dünfus – Forst (Eifel) – K 29 – L 110 in Brohl                                                                       |
| K 29 | K 28 in Forst (Eifel) – L 108 – Binningen                                                                                     |
| K 30 | L 107 – Brieden – L 107 |
| K 31 | L 108 – Windhäuserhöfe |
| K 32 | L 110 in Möntenich – Kreisgrenze – (K 29 im Landkreis Mayen-Koblenz) – Kreisgrenze – Müdenerberg – in Müden (Mosel)           |
| K 33 | (K 39 im Landkreis Mayen-Koblenz) – Kreisgrenze – in Moselkern                                                                |
| K 34 | L 98 in Valwig – Valwigerberg – K 59 – K 35                                                                                   |
| K 35 | – L 98 – K 34 – L 202 in Treis-Karden                                                                                         |
| K 36 | L 98 in Bruttig-Fankel – L 202                                                                                                |
| K 37 | in Lützbach – Lütz – L 108 |
| K 41 | – Neef – L 199 in Bullay |
| K 42 | L 98 in Beilstein – L 200 |
| K 43 | L 200 in Liesenich – L 202 in Mittelstrimmig                                                                                  |
| K 44 | L 202 – Forst (Hunsrück) – Sosberg – Kreisgrenze – (K 65 im Rhein-Hunsrück-Kreis) – Kreisgrenze – Reidenhausen – K 54 – L 202 |
| K 45 | Moritzheim – L 98 |
| K 46 | – Tellig – Althaus |
| K 48 | – Schauren – Walhausen – Blankenrath – K 49 – L 202 in Blankenrath                                                            |
| K 49 | – Hesweiler – K 48 in Blankenrath                                                                                             |
| K 50 | – Panzweiler – |
| K 51 | L 194 – Peterswald – Löffelscheid –                                                                                           |
| K 52 | – Pünderich – Briedel – K 53 – Briedeler Heck – Kreisgrenze – (K 82 im Rhein-Hunsrück-Kreis)                                  |
| K 53 | K 52 – K 58 – Kreisgrenze – (K 80 im Rhein-Hunsrück-Kreis)                                                                    |
| K 54 | K 44 – Kreisgrenze – (K 64 im Rhein-Hunsrück-Kreis)                                                                           |
| K 56 | Barl – |
| K 58 | Maiermund – K 53 |
| K 59 | L 98 in Cochem – Cond – K 34 in Valwigerberg                                                                                  |
| K 60 | in Cochem – Cond |